# Pietro Vincioli
San Pietro abate da Perugia (detto Vincioli) (Agello, ... – Perugia, 1022) è stato un abate italiano, fondatore del monastero benedettino di San Pietro di Perugia.
Secondo una remota e consolidata tradizione, San Pietro abate detto Vincioli, discende dall'antica stirpe de' nobili di Agello (attualmente nel territorio di Magione), lignaggio dal quale il casato Vincioli di Perugia pretende le proprie origini.
L'erudito Cesare Crispolti nel 1648 riassume questa tradizione nei suoi versi:
“…e leggesi nella vita di S. Pietro abbate, che ‘l luogo, oue ella vedesi eretta con il suo Monastero, chiamauasi per prima Monte Caluario, e in altre memorie in penna trouasi, che si chiamava Caprario, e con altri nomi: Quiui era una chiesa antichissima, la quale era stata da' Pagani distrutta, ora al tempo di Ottone secondo Imperatore, un Sacerdote Perugino, chiaro per santità, e miracoli, chiamato Pietro de' nobili di Agello, castello di Perugia, fattosi per volere divino Monaco."
Pietro decise di restituire dignità alla cattedrale di San Pietro caduta in disfacimento per le incursioni barbariche.
Situata in una delle colline a sud di Perugia, la Capraia o Monte Calvario a seconda del periodo, la cattedrale vide nuova luce nel 966, grazie all'intraprendenza del giovane perugino, che intanto era divenuto monaco benedettino, edificando tra l'altro anche un monastero attiguo alla basilica.
Rappresentò senz'altro la continuità con la prima chiesa cristiana della città, diventando residenza dei vescovi del territorio.
Papa Giovanni XII, in segno di gratitudine, donò a Pietro il ruolo di abate e riformatore dell'abbazia.